# Ouratea multiflora
Ouratea multiflora är en tvåhjärtbladig växtart som först beskrevs av Johann Baptist Emanuel Pohl, och fick sitt nu gällande namn av Adolf Engler. Ouratea multiflora ingår i släktet Ouratea och familjen Ochnaceae. Inga underarter finns listade i Catalogue of Life.